# ジョセフ・P・ビッカートン・Jr
ジョセフ・P・ビッカートン・Jr（Joseph P. Bickerton, Jr.、1878年7月15日 - 1936年8月20日）はアメリカ合衆国の弁護士。